# 쿠보 양은 나를 내버려두지 않아
《쿠보 양은 나를 내버려두지 않아》(일본어: 久保さんは僕を許さない 구보산와 모부오 유루사나이[*])는 유키모리 네네에 의해 만들어진 일본의 만화 작품이다. 슈에이샤의 연재권 쟁탈 기획, 신만 GP2019에서 연재권을 획득했다. 《주간 영 점프》(슈에이샤)에서 2019년 47호부터 2023년 14호까지 연재되었다. 《소년 점프+》(슈에이샤)에서도 2020년 8월 12일부터 웹연재되고 있다. 2021년 9월 시점에서 단행본의 누계 발행 부수는 100만 부를 돌파했다. 화수 카운트는 'epsode.○', 서브 타이틀은 '○○와 ○○'이다.

## 줄거리
시라이시 준타는 클래스 중에서 매우 그림자가 얇은 소위 모브 캐릭터라고 불리는 존재다. 그 준타는 클래스메이트나 담임조차 존재를 인식하지 못할 정도로 그림자가 얇지만 본작의 주인공인 쿠보 나기사는 준타를 보통으로 인식할 수 있다. 그림자가 옅은 준타에 흥미를 가진 나기사가 준타와 관련되어 서서히 준타에 대해 연심을 무의식적으로 안게 된다. 본래 접점이 없는 두 사람이 나기사의 흥미를 계기로 사이좋게 되어 학교 생활이나 사생활에서 행동을 함께하게 된다는 일상을 그린 러브 코미디다.

## 등장인물
담당 성우는 별도표기 없는 한 TV 애니메이션판에서의 배역.
시라이시 준타(白石 純太)
성우 - 카와니시 켄고
본작의 주인공. 하루카키타고교 1학년 1반(32화부터 2학년 1반)의 남자. 신장은 163cm. 2학년의 신체 측정으로 166cm로 늘었다. 생일은 4월 25일 1인칭은 '보쿠(僕)'.
눈앞에 있어도 눈치채지 못할 정도로 존재감이 얇고, 자신으로부터 어필하지 않으면 존재를 눈치채지 못하는 "모브" 남자. 그 때문에, 발견되었을 때는 두번 보이지 않는 "5"도 보는 것이 많다.
좋아하는 음식은 햄버거.
어머니 아버지와 닮았다.
쿠보 나기사(久保 渚咲)
성우 - 하나자와 카나 (보이스 드라마 판·TV 애니메이션 판)
본작의 히로인. 하루카키타고교 1학년 1반(32화부터 2학년 1반)의 여자. 신장은 160cm. 생일은 8월 2일. 1인칭은 '와타시(私)'.
준타가 신경이 쓰여, 언제나 간섭한다. 연애 경험이 없고, 준타에 대한 감정의 정체를 깨닫지 못한다.
성적이 우수하고, 1학년 기말고사에서는 2위. 뜨거운 케이크를 숯으로 만드는 등 요리가 약하다. 발렌타인에 쿠키를 만들 때는 언니 아키나에게 다크마터라고 불린다.
쿠보 아키나(久保 明菜)
성우 - 이토 미쿠
나기사의 언니. 서점에서 일한다.
준타와 나기사의 관계를 지켜보면서도 간섭을 하며 반응을 즐긴다.
쿠보 사키(久保 沙貴)
성우 - 아마미야 소라
나기사의 사촌 동생.
나기사키에게 동경하고 있어 준타와 사이가 좋은 점을 겨룬다.
시라이시 세이타(白石 誠太)
성우 - 이세 마리야
준타의 남동생. 유아.
형과는 닮지 않고, 준타 왈 엄마와 닮았다.
제1권 시점에서의 마이 붐은 '부디'이다. 친절한 성격으로 형 준타를 '니에'라고 부르며 당황하고 있어, 나기사나 아키나에도 곧바로 그리웠다. 동물을 좋아하고 그들을 담당한 옷 등을 소지하고 있다.
타이라 타마오(平 玉緒)
성우 - 타케타츠 아야나
통칭: 타마. 준타와 나기사의 클래스메이트의 여고생.
나기사와 하즈키와 사이가 좋다. 첫사랑은 아버지.
쿠도 하즈키(工藤 葉月)
성우 - 카쿠마 아이
준타와 나기사의 클래스메이트의 여고생.
나기사와 타마오와 사이가 좋다. 나기사와는 초등학교부터 친구다.
스도 유우마(須藤 勇真)
나기사, 준타, 타마오, 하즈키의 클래스메이트.
타마오의 소꿉친구. 준타를 찾는 것이 약하다.
시라이시 요시에(白石 由恵)
성우 - 노토 마미코
준타와 세이타의 어머니.
세이타와 매우 비슷하다.
매우 부드럽게 사람 사귀기도 잘한다.

## 서지 정보
- 유키모리 네네 《쿠보 양은 나를 내버려두지 않아》 슈에이샤 〈영 점프 코믹스〉, 전 12권
  1. 2020년 2월 24일 발행 (2월 19일 발매[13]), ISBN 978-4-08-891476-3
  2. 2020년 6월 24일 발행 (6월 19일 발매[14]), ISBN 978-4-08-891550-0
  3. 2020년 9월 23일 발행 (9월 18일 발매[15]), ISBN 978-4-08-891654-5
  4. 2021년 2월 24일 발행 (2월 19일 발매[16]), ISBN 978-4-08-891781-8
  5. 2021년 6월 24일 발행 (6월 18일 발매[17]), ISBN 978-4-08-892009-2
  6. 2021년 9월 22일 발행 (9월 17일 발매[4]), ISBN 978-4-08-892073-3
  7. 2021년 11월 24일 발행 (11월 19일 발매[18]), ISBN 978-4-08-892118-1
  8. 2022년 2월 23일 발행 (2월 18일 발매[19]), ISBN 978-4-08-892214-0
  9. 2022년 5월 23일 발행 (5월 18일 발매[20]), ISBN 978-4-08-892299-7
  10. 2022년 9월 21일 발행 (9월 16일 발매[21]), ISBN 978-4-08-892432-8
  11. 2022년 12월 24일 발행 (12월 19일 발매[22]), ISBN 978-4-08-892567-7
  12. 2023년 4월 23일 발행 (4월 18일 발매[23]), ISBN 978-4-08-892662-9

## ASMR 기획
코믹스 1권 발매 기념 기획으로서, 2020년 2월에 YouTube 채널 '양장! TV'에서 ASMR 동영상이 공개되었다. 그 후, 제2 시즌으로서, 같은 해 9월부터, 3개의 동영상이 공개되었다.

## TV 애니메이션
2022년 5월에 TV 애니메이션화가 발표되어, 2023년 1월부터 AT-X 등에서 방영하였으나, 7화 이후의 방영이 2023년 4월 이후로 연기되어 방영이 일시 중단되었다. 2023년 4월 이후에 1화부터 다시 방영하게 된다.

### 스태프
- 원작 - 유키모리 네네(雪森寧々)[5]
- 감독 - 코가 카즈오미(古賀一臣)[5]
- 시리즈 구성·각본 - 타카하시 유야(高橋悠也)[5]
- 캐릭터 디자인 - 사이토 케이코(齊藤佳子)[5]
- 총작화 감독 - 사이토 케이코(齊藤佳子), 아이네 코우(相音光)[11]
- 색채 설계 - 사카가미 야스하루(坂上康治)[11]
- 미술 감독・미술 설정 - 아이하라 스미코(相原澄子)[11]
- 촬영 감독 - 마츠이 신야(松井伸哉)[11]
- 편집 - 우치다 메구미(内田恵)[11]
- 음향 감독 - 이마이즈미 유이치(今泉雄一)[11]
- 음악 - 유메미 쿠지라(夢見クジラ)[11]
- 음향 효과 - 시라이시 유이카(白石唯果)[11]
- 음향 제작 - 글로비전[11]
- 음악 제작 - 포니 캐년
- 프로듀서 - 타카하시 노부아키(高橋伸明), 楊建利, 니시베 마코토(西辺誠), 토테노 타케히로(迚野岳大), 오오히나타 히로시(大日向洋), 와다 타쿠지(和田卓治), 이소가이 노리토모(礒谷徳知)
- 애니메이션 프로듀서 - 무카이토케 카즈요시(向峠和喜)
- 애니메이션 제작 - PINE JAM[5]
- 제작 - 쿠보 양은 나를 내버려두지 않아 제작위원회(KADOKAWA, 비리비리, 슈에이샤, 포니 캐년, TOKYO MX, AT-X)

### 주제가
드라마틱하지 않아도(ドラマチックじゃなくても)
하나자와 카나에 의한 오프닝 테마. 작사는 후지무라 코노미, 작사·작곡·편곡은 키타가와 카츠토시, 편곡은 Tansa, 미야카와 단.
어렴풋이 또렷한(かすかでたしか) 
DIALOGUE+에 의한 엔딩 테마. 작사·작곡은 타부치 토모야, 편곡은 히로카와 케이이치.
두 사람에게 축복을(ふたりに祝福を)
야노 미온에 의한 삽입곡. 작사는 미야코노조 유미, 작곡은 사이렌지!, 편곡은 오오사와 케이이치.

### 방영 목록
| 화수   | 제목                                                    | 그림 콘티         | 연출                    | 작화 감독                                                                           | 총작화 감독                                                | 방송일          |
| ------ | ------------------------------------------------------- | ----------------- | ----------------------- | ----------------------------------------------------------------------------------- | ---------------------------------------------------------- | --------------- |
| 제1화  | ヒロイン女子とモブ男子 여주인공 여자와 병풍 남자        | 코가 카즈오미     | 코가 카즈오미           | 사이토 케이코 히다카 마유미 노다 야스유키                                           | 사이토 케이코                                              | 2023년 1월 10일 |
| 제2화  | ハードラックと自宅訪問 불운과 가정 방문                 | 코가 카즈오미     | 바루사미코스쿤          | 오오노 츠토무 사토 코노미 노다 야스유키 히다카 마유미 리 샤오레이                   | 사이토 케이코 아이네 코우                                  | 1월 17일        |
| 제3화  | 凡者の贈り物 병풍의 크리스마스 선물                     | 후쿠야 유리카     | 후쿠야 유리카           | 김대중 박미현 유현진 오양현                                                         | 사이토 케이코 아이네 코우                                  | 1월 24일        |
| 제4화  | 赤いハートと送り主 빨간 하트와 보낸 사람                | 토쿠모토 요시노부 | 토쿠모토 요시노부       | 야마무라 토시유키 미츠하시 사쿠라코 리 샤오레이                                     | 사이토 케이코 아이네 코우                                  | 1월 31일        |
| 제5화  | ホワイトデーと感情の宛先 화이트 데이와 감정을 받는 사람 | 모리노 쿠마상     | 이토가 신타로           | 호죠 마스미 히다카 마유미 노다 야스유키 오오노 츠토무 야마무라 토시유키             | 사이토 케이코                                              | 2월 7일         |
| 제6화  | 保健室と主人公 보건실과 주인공                          | 무로야 야스시     | 바루사미코스쿤          | 오오노 츠토무 야마무라 토시유키 호죠 마스미 사토 코노미 히다카 마유미               | 아이네 코우 노다 야스유키                                  | 2월 14일        |
| 제7화  | お泊まり会と次の学年 자고 가는 모임과 다음 학년         | 테라히가시 카츠미 | 야부우치 유우           | 마츠시타 준코 陳小兰 李望斌                                                         | 사이토 케이코 아이네 코우                                  | 5월 16일        |
| 제8화  | お花見とすれ違い 꽃놀이와 엇갈림                        | 코가 카즈오미     | 이토가 신타로           | 히다카 마유미 미츠하시 사쿠라코 야마무라 토시유키 호죠 마스미                       | 사이토 케이코 아이네 코우                                  | 5월 23일        |
| 제9화  | 新学期とクラス替え 새 학기와 반 배정                    | 테라히가시 카츠미 | 쿠라타 코우             | 야마무라 토시유키 리 샤오레이 히다카 마유미 미츠하시 사쿠라코 오오노 츠토무         | 사이토 케이코 아이네 코우                                  | 5월 30일        |
| 제10화 | 背比べと壁ドン 키 대보기와 벽쿵                         | 무로야 야스시     | 와타나베 히데토시       | 사쿠라이 타쿠로 안효전 王敏 李偉峰 周晓华                                           | 사이토 케이코 노다 야스유키 사코에 사라 오오노 츠토무 汤团 | 6월 6일         |
| 제11화 | 映画館と表情筋                                          | 오키타 히로후미   | 오키타 히로후미         | 나츠키 히로시 사코에 사라 히다카 마유미 사사키 미호 미츠하시 사쿠라코 오오노 츠토무 | 아이네 코우 사이토 케이코                                  | 6월 13일        |
| 제12화 | 主役とお祝い 주인공과 축하                              | 코가 카즈오미     | 타케이 료 코가 카즈오미 | 리 샤오레이 도사오카 카나 미츠하시 사쿠라코 히다카 마유미                           | 사이토 케이코                                              | 6월 20일        |

### 내용주
1. ↑  단행본 표지 등 타이틀 로고에서는 '나'(僕)의 오른쪽 어깨에 '병풍'(モブ)이라고 표기하고 있다.

### 참조주
1. ↑  “『久保さんは僕を許さない』｜週刊ヤングジャンプ公式サイト”. 2020년 11월 1일에 확인함.
2. ↑  “『久保さん』原作最終回に花澤香菜らもコメントを寄せ話題に【注目トレンド】”. 《애니메이트 타임즈》. 애니메이트. 2023년 3월 2일. 2023년 3월 2일에 확인함.
3. ↑  久保さんは僕を許さない（2021年1月14日閲覧）
4. 1 2  “久保さんは僕を許さない/6｜雪森寧々”. 集英社. 2021년 9월 17일에 확인함.
5. 1 2 3 4 5 6 7  “「久保さんは僕を許さない」TVアニメ化!花澤香菜、河西健吾の出演も発表に”. 《코믹 나탈리》 (나타샤). 2022년 5월 13일. 2022년 5월 13일에 확인함.
6. 1 2  단행본 1권 extra episode '졸음'
7. ↑  단행본 2권 extra episode '학생수첩'
8. ↑  단행본 3권 103페이지
9. 1 2  “恋が始まる2歩手前描く「久保さんは僕を許さない」、花澤香菜出演のASMR動画”. 《コミックナタリー》 (ナターシャ). 2020년 2월 13일. 2020년 11월 7일에 확인함.
10. 1 2 3  “「久保さんは僕を許さない」2023年1月放送開始、追加キャストに伊藤美来＆雨宮天”. 《코믹 나탈리》 (나타샤). 2022년 9월 14일. 2022년 9월 14일에 확인함.
11. 1 2 3 4 5 6 7 8 9 10 11  “久保さんは僕を許さない：テレビアニメがが2023年1月10日スタート　追加キャストに能登麻美子、伊瀬茉莉也、龍田直樹”. 《만탄웹》 (MANTAN). 2022년 12월 8일. 2022년 12월 19일에 확인함.
12. 1 2  “久保さんは僕を許さない：久保さんの親友役に加隈亜衣、竹達彩奈　テレビアニメ追加キャスト”. 《만탄웹》 (MANTAN). 2022년 10월 14일. 2022년 10월 14일에 확인함.
13. ↑  “久保さんは僕を許さない/1｜雪森寧々”. 集英社. 2020년 11월 7일에 확인함.
14. ↑  “久保さんは僕を許さない/2｜雪森寧々”. 集英社. 2020년 11월 7일에 확인함.
15. ↑  “久保さんは僕を許さない/3｜雪森寧々”. 集英社. 2020년 11월 7일에 확인함.
16. ↑  “久保さんは僕を許さない/4｜雪森寧々”. 集英社. 2021년 2월 19일에 확인함.
17. ↑  “久保さんは僕を許さない/5｜雪森寧々”. 集英社. 2021년 6월 18일에 확인함.
18. ↑  “久保さんは僕を許さない/7｜雪森寧々”. 集英社. 2021년 11월 19일에 확인함.
19. ↑  “久保さんは僕を許さない/8｜雪森寧々”. 集英社. 2022년 2월 18일에 확인함.
20. ↑  “久保さんは僕を許さない/9｜雪森寧々”. 集英社. 2022년 5월 18일에 확인함.
21. ↑  “久保さんは僕を許さない/10｜雪森寧々”. 集英社. 2022년 9월 16일에 확인함.
22. ↑  “久保さんは僕を許さない/11｜雪森寧々”. 集英社. 2022년 12월 19일에 확인함.
23. ↑  “久保さんは僕を許さない/12｜雪森寧々”. 集英社. 2022년 4월 18일에 확인함.
24. ↑  “『7話以降の放送・配信延期に関するお知らせ』”. 2023년 1월 28일에 원본 문서에서 보존된 문서. 2023년 1월 24일에 확인함.
25. 1 2  “MUSIC”. 《'쿠보 양은 나를 내버려두지 않아' 애니 공식 사이트》. 2022년 11월 11일에 원본 문서에서 보존된 문서. 2022년 11월 11일에 확인함.